# 萊薩古德斯山
41°47′22″N 2°26′38″E / 41.78944°N 2.44389°E

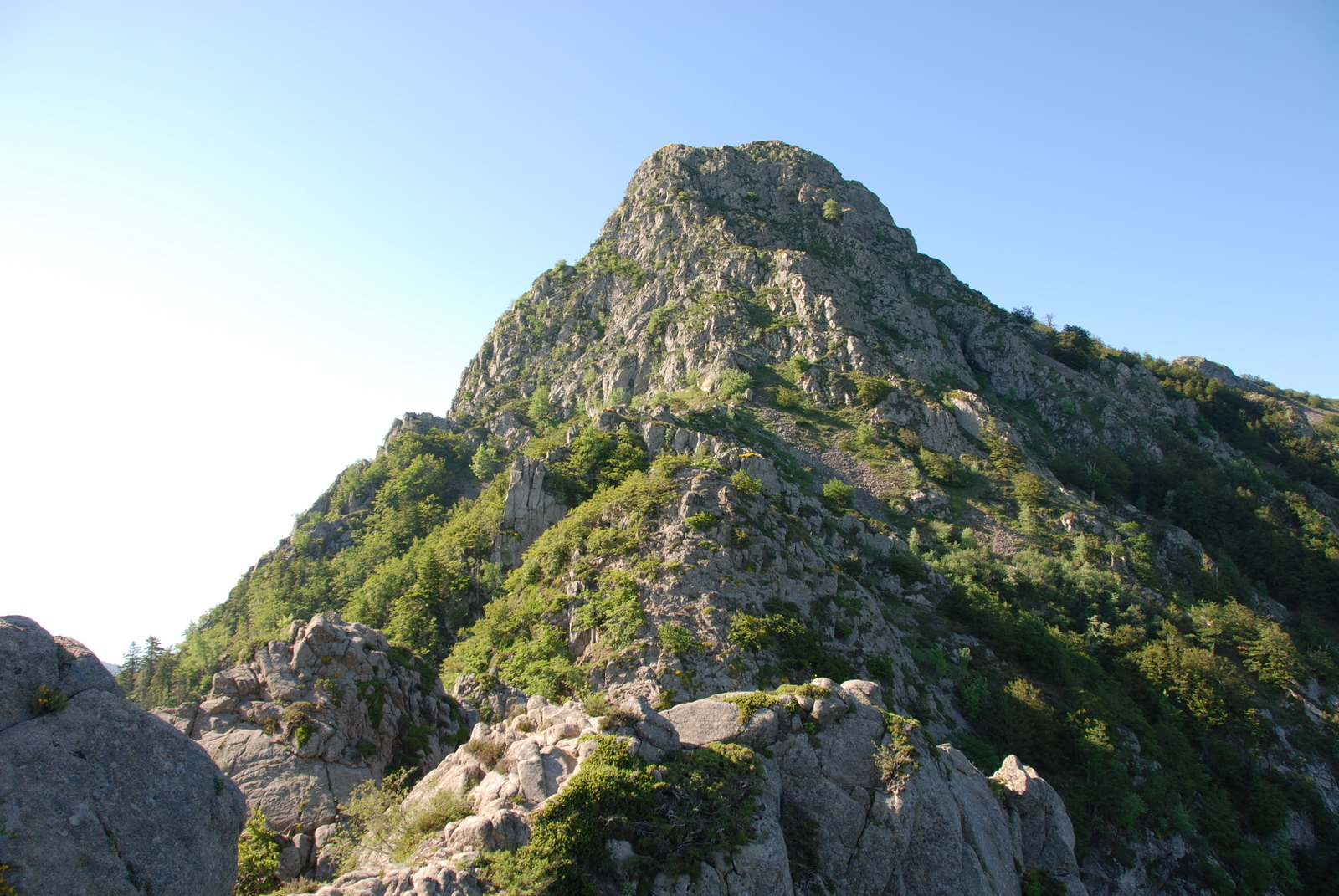

萊薩古德斯山，是西班牙的山峰，位於該國東北部加泰羅尼亞，屬於加泰羅尼亞前海岸山脈中蒙特塞尼山脈的一部分，海拔高度1,706米。